# Konstantin Chrabtsov
Konstantin Leonidovitj Chrabtsov (ryska: Константин Леонидович Храбцов), född den 27 maj 1958 i Moskva, är en rysk (till 1991 sovjetisk) tidigare bancyklist. Som amatör blev han världsmästare i lagförföljelselopp 1982 och VM-bronsmedaljör i kilometerlopp 1987. 1989 (till följd av reformer under perestrojkan som gjorde professionell idrott tillåten från 1988, vilket ledde till att många öststatscyklister blev professionella i väst) blev han professionell och körde som sådan främst sexdagarslopp, av vilka han vann två: Moskvas sexdagars 1991 (i par med Marat Ganejev) och Antwerpens sexdagars 1993 (med Etienne De Wilde).

## Meriter

### Amatör
1982
 Världsmästare i lagförföljelselopp
1987
 3:a i kilometerlopp vid världsmästerskapen

### Professionell
1989
2:a i Gents sexdagars med Danny Clark
 3:a i omnium vid Europamästerkapen
1990
 Europamästare i omnium
2:a i Bassano del Grappas sexdagars med Marat Ganejev
2:a i Gents sexdagars med Marat Ganejev
3:a i Dortmunds sexdagars med Marat Ganejev
1991
Vinnare av Moskvas sexdagars med Marat Ganejev
1993
Vinnare av Antwerpens sexdagars med Etienne De Wilde
3:a i Stuttgarts sexdagars med Peter Pieters